# RecordTV
RecordTV (tidigare Rede Record) är en brasiliansk TV-kanal, är för närvarande den näst största tv-station, näst efter Brasiliens Rede Globo, grundades den 27 september 1953 och är den äldsta TV-station i Brasilien.